# Landwehr-Bräu
Die Landwehr-Bräu GmbH & Co. KG ist eine Brauerei im westlichen Mittelfranken. Sie hat ihren Sitz in Reichelshofen, einem Gemeindeteil der Gemeinde Steinsfeld im Landkreis Ansbach. Zur Brauerei gehört auch der gleichnamige Brauerei-Gasthof.

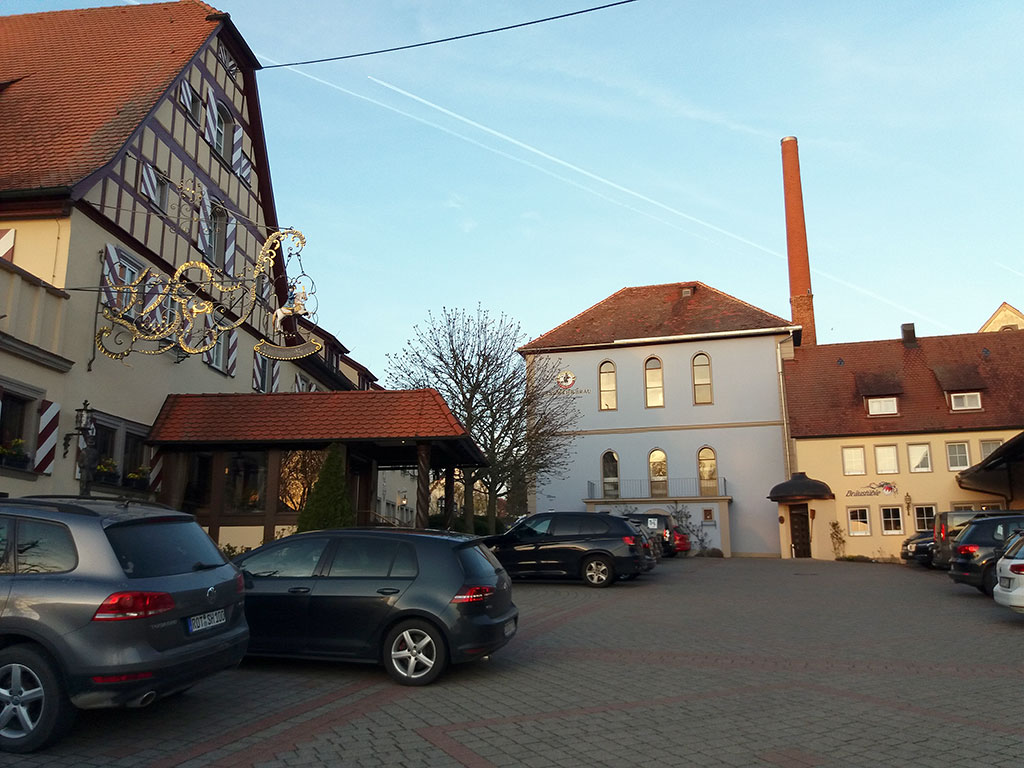
Blick auf das Landwehr-Brauhaus und den Landwehr-Bräu Gasthof mit Hotel

## Geschichte
Das heutige Anwesen der Brauerei hatte im Lauf der Geschichte viele Besitzer, unter anderem im späten Mittelalter Heinrich Toppler (Bürgermeister der Stadt Rothenburg ob der Tauber). Er wurde zum Namensgeber eines der Biere der Brauerei. 1841 wurde in Reichelshofen eine neue Brauerei gebaut; der Bierabsatz stieg so stark an, dass 1879 neue Eis- und Bierlagerkeller entstanden. Weitere Erweiterungen gab es bereits in den 1890er Jahren, unter anderem ein größeres Sudwerk. 1913 kaufte Johann Alt das gesamte Anwesen in Reichelshofen. Der Braumeister Wilhelm Wörner heiratete Alts Tochter Margarete und übernahm später die Brauerei. Unter ihm wurde aus der Brauerei Alt die Landwehr-Bräu, die bereits vor dem Zweiten Weltkrieg über 5.500 Hektoliter Bier produzierte. Nach dem Krieg wurden Brauerei und Gasthof kontinuierlich ausgebaut.
Sein Sohn Wilhelm Wörner führte diesen Ausbau, vor allem in den 1990er Jahren, weiter, bevor nach seinem Tod die Geschäftsführer Gerhard Ilgenfritz und Roland Hausmann die Verantwortung übernahmen. Allein 2013 wurde eine halbe Million Euro in das Unternehmen investiert.
Der Name Landwehr-Bräu leitet sich von der Rothenburger Landwehr ab, ein 62 Kilometer langes Grenzsicherungswerk, das 163 Ortschaften rund um Rothenburg ob der Tauber sicherte.

## Biersorten
| Biersorte                 | Beschreibung                                                    | Alkoholgehalt | Stammwürze |
| ------------------------- | --------------------------------------------------------------- | ------------- | ---------- |
| Helles                    | Untergäriges Vollbier                                           | 4,7 %         | 11,6 %     |
| Toppler Pils              | Untergäriges Pils                                               | 4,9 %         | 11,8 %     |
| Pilsener                  | Untergäriges Pils                                               | 4,9 %         | 11,8 %     |
| Edel                      | Untergäriges Exportbier                                         | 5,0 %         | 12,2 %     |
| Altfränkisch Dunkel       | Untergäriges Märzen                                             | 5,2 %         | 12,2 %     |
| Rotfränkisch              | Untergäriges, traditionelles fränkisches Rotbier                | 4,8 %         | 12,4 %     |
| Kellerbier                | Untergäriges, hefetrübes Vollbier                               | 4,7 %         | 11,7 %     |
| Fränkisches Kirchweihbier | Untergäriges Festbier                                           | 5,4 %         | 13,2 %     |
| Dunkler Bock              | Untergäriges Starkbier                                          | 6,6 %         | 16,2 %     |
| Radler                    | Biermischgetränk aus untergärigem Vollbier und Zitronenlimonade | 2,7 %         |            |
| Naturradler               | Biermischgetränk aus 50 % Limonade und natürlichem Zitronensaft |               |            |
| Alkoholfrei               | Alkoholfreies Helles                                            |               |            |

## Sonstiges
Die Brauerei ist Mitglied im Brauring, einer Kooperationsgesellschaft privater Brauereien aus Deutschland, Österreich und der Schweiz.